# Anna Dreber Almenberg
Anna Dreber Almenberg, nacida el 19 de octubre de 1981, es una economista sueca y, desde 2016, ocupa la cátedra Johan Björkman en economía en la Escuela de Economía de Estocolmo.

## Carrera
Dreber Almenberg obtuvo su doctorado en economía en la Escuela de Economía de Estocolmo en 2009, después de lo cual comenzó a trabajar en el Instituto Sueco de Investigación Financiera (SIFR). En 2011, empezó a trabajar en el departamento de economía de la Escuela de Economía de Estocolmo, primero como asistente de investigación (2011-2014) y luego como docente (2014-2016). En 2016, fue nombrada la primera profesora mujer en economía en la Escuela de Economía de Estocolmo y desde entonces ocupa la cátedra Johan Björkman en economía. Dreber Almenberg ha estado trabajando en la Universidad de Harvard desde 2006 y en la Universidad de Innsbruck desde 2018.

## Investigación
Dreber Almenberg investiga en el campo de la economía del comportamiento. A menudo adopta un enfoque interdisciplinario en sus estudios y ha colaborado con biólogos, antropólogos y psicólogos. Dreber Almenberg también trabaja intensamente en aumentar la fiabilidad de los resultados de la investigación y cómo predecirlos.

## Premios y distinciones
Dreber Almenberg recibió el Premio de Investigación del Programa de Socios en la Escuela de Economía de Estocolmo en 2012 y, desde 2013, es Wallenberg Academy Fellow. Fue miembro de la Academia Joven de Suecia durante el período 2016-2021 y en 2017 fue elegida miembro de la Real Academia de Ciencias de la Ingeniería. En 2019, recibió la Medalla Assar Lindbeck, otorgada por la Asociación Económica Sueca cada dos años al economista sueco más destacado menor de 45 años. En 2021, fue elegida miembro de la Real Academia de Ciencias de Suecia.

## Familia
Dreber Almenberg es hija de la expolítica Agneta Dreber (Partido Popular).